# أسطورة رأس ميدوسا
أسطورة رأس ميدوسا هي الرواية رقم 6 من سلسلة ما وراء الطبيعة التي تصدرها المؤسسة العربية الحديثة ضمن روايات مصرية للجيب للكاتب أحمد خالد توفيق تعد السلسلة أول سلسلة روايات عربية في أدب الرعب.ويا رب تعجبكم

## أحداث الرواية
في موقع حفر أثار بقيادة ها ها عالم الأثار ستافروس ديندرينوس يظن أنه اكتشف رأس ميدوسا - التي تحول كل من ينظر في عينيها إلى حجر - بعد أن يتحول نيكوس - أحد العمال - إلى تمثال من حجر، وفي أثناء بحثه على الرأس يتحول أيضا إلى حجر، ويفاجأ رفعت بخطاب من صديقة قديمة تدعى تابيثا ماكجفرت تطلب مساعدته في هذا اللغز.
ويذهب رفعت إلى اليونان للمساعدة ويقابل تابيثا وزوجها ميخائيل كاراداكيس، ويخبراه بما حدث، ويتفقد كوخ عالم الأثار ستافروس ديندرينوس ليجد تمثال حجري له ولنيكوس، ويقرر رفعت أنهم يجب أن يبحثوا عن هذه الرأس، ويمكنهم استخدام كلبهم ليبحثوا عن الرأس، ويكتشف الكلب مكان الرأس ولكنه يتحول إلى تمثال من حجر.
لكنهم يجدوا مكان الرأس ويحاولون أن يقوموا عليها ببعض التجارب، وفي المساء تختفى الرأس ويهجم عليهم بعض الملثمين ليسألوهم عن مكان الرأس ويبرحوهم ضربا، وفي أثناء حفرهم في الكهف يجدوا كفا ميدوسا، ويقرر رفعت تعلم اللغة اليونانية، حتى لا يظل تحت رحمة الترجمة، ونجح رفعت في تكوين صداقات مع أهل الجزيرة الموجود فيها، كما نجح في تحسين لغته اليونانية.
وفي النهاية ينجح رفعت في حل اللغز وأن تابيثا وزوجها ميخائيل دبرا هذه الخدعة ليتخلصا من عالم الأثار ستافروس ديندرينوس بمساعدة نيكوس، لأنه يملك دليلا يدينهما وأن تابيثا قامت بنحت التماثيل اللزمة لهذه الخدعة حتى تكتمل خطتهما، وأنهما كانا يريدا من رفعت أن يؤيد قصتهما، ولكنه كشف خطتهما وينجح رفعت في التغلب عليهما وتسليمهما إلى الشرطة

## أبطال الرواية
- رفعت إسماعيل : طبيب أمراض الدم والأستاذ الجامعي الكهل المقيم بالقاهرة، نحيل، أصلع، ذو عوينات، يعاني من كتيبة من الأمراض منها على سبيل المثال لا الحصر : القرحة المعدية، ضيق الشرايين، الربو الشعبي، التهاب الرئة، آلام المفاصل، قلق، متشائم، نحس يقع في المصائب.
- تابيثا ماكجفرت : صديقة قديمة ألتقى بها في أسكتلندا وهي من شلة ماجي ماكيلوب
- ميخائيل كاراداكيس : عالم أثار وهو زوج تابيثا ماكجفرت